# Jan van Montigny

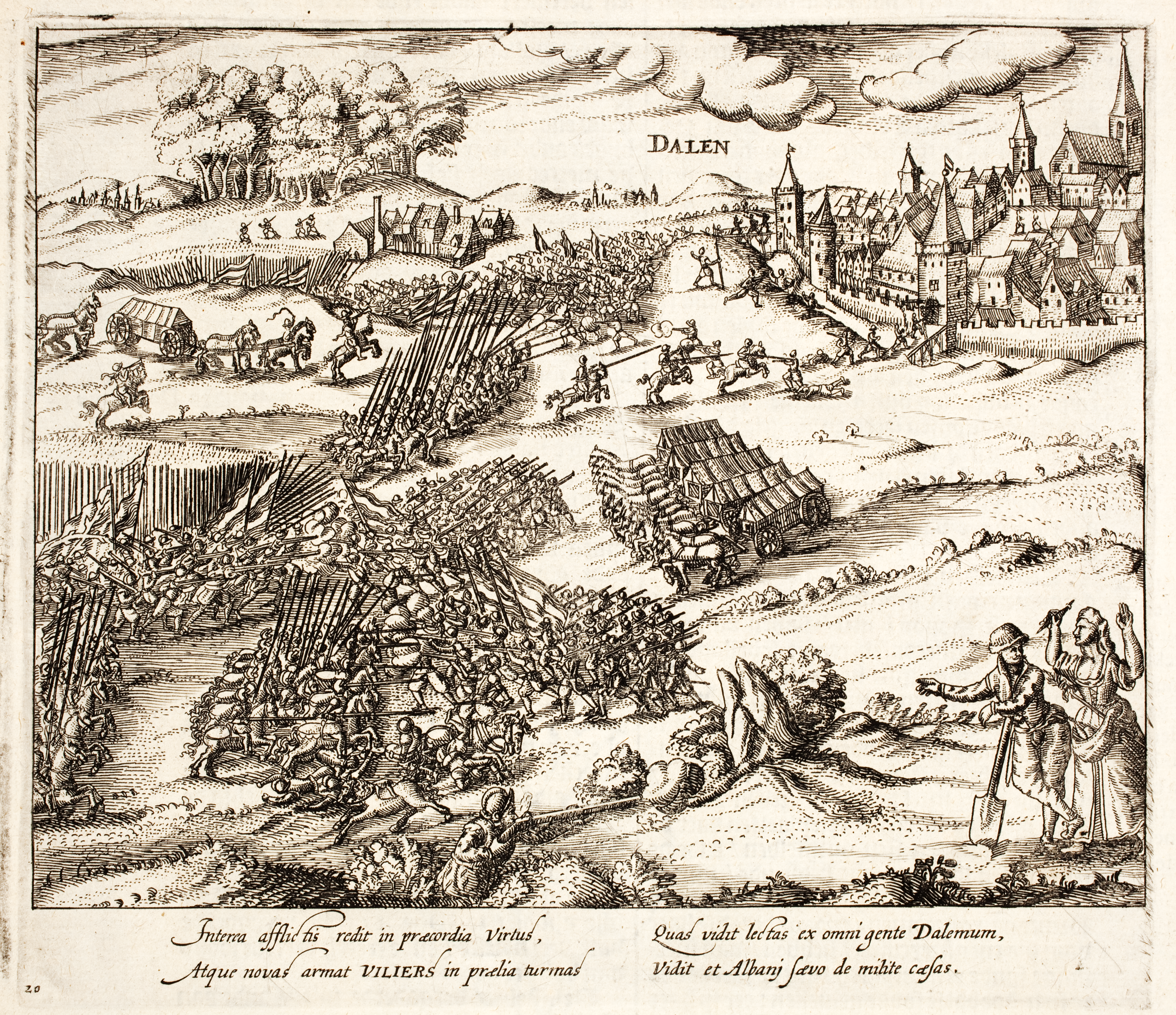
Slag bij Dalem, april 1568

Jan van Montigny, heer van Villers (gestorven Brussel, 2 juni 1568) was een Henegouws edelman die als katholiek deelnam aan de Geuzenrevolte.

## Leven
Villers was een van de ondertekenaars van het Verbond der Edelen. Hij woonde de vergaderingen in Breda en Dendermonde bij. Namens het eedverbond sloot hij een overeenkomst met Margaretha van Parma. Hij was een vriend en maarschalk van Willem van Oranje.
Begin 1568 wierf hij samen met Lumey troepen in Hoei, in het land van Luik. Lumey schreef op 7 maart aan Oranje dat zij 400 ruiters in dienst hadden genomen voor Oranjes eerste invasie. Door ziekte van Antoon II van Lalaing kreeg Villers de leiding over de voorhoede van de centrale legergroep, waartoe ook twee andere groepen Geuzen behoorden. Aan het hoofd van drieduizend man stak hij op 20 april de grens over. Hij probeerde eerst de stad Roermond in te nemen, maar de bewoners lieten hem niet binnen en zijn list om zich als een compagnie van de koning voor te doen, mislukte. 
Ondanks dreigementen zag Villers onder druk van Spaanse militaire nabijheid af van bestorming en trok hij verder naar Dalen, waar hij zich samenvoegde met het geuzenleger van Lumey. Ze werden op 25 april aangevallen door de Spaanse voorhoede en trokken zich met de overlevenden terug op een ravelijn voor de stad. Ook daar werden ze verslagen. Villers behoorde tot de enkele tientallen die zich met ladders in veiligheid brachten over de omwallingsmuur, maar hij werd uitgeleverd door de stadsbewoners. Gevankelijk werd hij naar Brussel gevoerd. Onder tortuur gaf hij op 5 mei belangrijke informatie prijs over Oranjes campagneplan tegen landvoogd Alva en over zijn financiële mogelijkheden. De Raad van Beroerten veroordeelde hem ter dood.
Op 2 juni 1568 werd Villers op de Grote Markt van Brussel onthoofd. Op het schavot riep hij: "Ik ben geen verrader!" De biechtvader maande hem tot kalmte, maar vóór het zwaard neerkwam wist hij nog te roepen: "Weldra zal ik gewroken worden!" Samen met Villers werden nog drie anderen ter dood gebracht: de baljuw Quinten Benoit, de predikant Cornelis Niëen en Filips van Namen, heer van Hoei, die ook bij Dalen gevangen was genomen. Drie dagen later volgde de onthoofding van Egmont en Horne.

## Voetnoten
1. ↑  René van Stipriaan, De Zwijger. Het leven van Willem van Oranje, 2021, p. 305-306
2. ↑  Tekst van het verhoor in: Edmond Poullet en Charles Piot, Correspondance du cardinal de Granvelle, 1565-1586, vol. III, 1881, p. 611-625. Gearchiveerd op 14 augustus 2023.
3. ↑  Vonnis afgedrukt in: Charles Rahlenbeck, L'Église de Liège et la Révolution, 1862, p. 286-287. Gearchiveerd op 14 augustus 2023.
4. ↑  Lodewijk Gerard Visscher, Voorlezingen over de geschiedenis der Roomsch-Katholieke kerk in de Noord-Nederlanden, Utrecht, J. de Kruyff, 1853, blz. 19